# Chaitophorus macrostachyae
Chaitophorus macrostachyae är en insektsart som först beskrevs av Essig 1912.  Chaitophorus macrostachyae ingår i släktet Chaitophorus och familjen långrörsbladlöss. Inga underarter finns listade i Catalogue of Life.